# Saint-Castin
Saint-Castin (wym. [sɛ̃-kastɛ̃]) – miejscowość i gmina we Francji, w regionie Nowa Akwitania, w departamencie Pireneje Atlantyckie.
Według danych na rok 1990 gminę zamieszkiwało 736 osób, a gęstość zaludnienia wynosiła 105 osób/km² (wśród 2290 gmin Akwitanii Saint-Castin plasuje się na 555. miejscu pod względem liczby ludności, natomiast pod względem powierzchni na miejscu 1279.).